# Нюганен, Эльмо
Эльмо Нюганен (родился 15 февраля 1962 года в Йыхви) — эстонский и советский актёр, театральный и кинорежиссёр, член Эстонской академии наук.

## Биография
В 1982 году окончил 4-е Техническое училище в Таллинне, специализирующееся на пошиве одежды. В 1982—1983 годах изучал исполнительское мастерство в Таллиннском педагогическом институте, а в 1988 году окончил факультет театрального искусства Таллиннской государственной консерватории по специальности «актёр XIII звена».
С 1988 по 1992 год работал актёром и режиссёром в театре «Угала».
С 1992 по 2021 год был ведущим актёром Таллиннского городского театра.
В 1999 году был профессором гуманитарных наук в Тартуском университете .
Он преподаёт на факультете исполнительских искусств EMTA и был инструктором XX, XXV и XXIX летных курсов.
2 декабря 2020 года общее собрание Эстонской академии наук избрало Элмо Нюганена академиком в области театрального искусства.

## Спектакли в Городском театре
- 1992 — «Ромео и Джульетта» Уильяма Шекспира
- 1993 — «Белый брак» Тадеуша Ружевича
- 1994 — «Академия кукол» Ганса Христиана Андерсена
- 1995 — «Три мушкетера» Александра Дюма
- 1995 — «Пианола, или Механическое пианино» Антона Чехова
- 1996 — Дарио Фо «Элизабет — женщина по воле случая»
- 1999 — Федор Достоевский «Преступление и наказание»
- 1999 — «Гамлет» Уильяма Шекспира
- 2000 — «Бураттино» Алексея Толстого
- 2001 — «Мушкетёры — двадцать лет спустя» Александра Дюма
- 2001 — «ЧЕХОВ и шоу-бизнес» Джейн Мартин
- 2003 — Яан Тятте «Неудачники»
- 2004 — «Бизнес» Дэвида Мэмета
- 2005 — А. Х. Таммсааре «Правда и право. Часть вторая»
- 2006 — А. Х. Таммсааре «Карин. Индрек. Правда и справедливость. Часть четвёртая»
- 2007 — «Ворон (Иль Корво)» Карло Гоцци
- 2008 — АХ Таммсааре «Варгамяэ вабарик»
- 2009 — «Мы, герои» Жан-Люка Лагарса
- 2009 — А. Х. Таммсааре «Я любил немца»
- 2010 — «Братство юродивых» Питера Барнса
- 2011 — «Время и семья Конвей» Дж. Б. Пристли
- 2011 — Аферы Мольера со Скапеном
- 2012 — «Слезы, невидимые миру» Антона Чехова
- 2014 — «Тоска» Уильяма Бойда
- 2017 — «Вишневый сад» Антона Чехова
- 2018 — Губка Боб Квадратные Штаны «Просмотр на миллион»
- 2018 — Антуан де Сент-Экзюпери «Маленький принц»
- 2019 — «Кант» Марюса Ивашкявичюса
- 2019 — «Коммуна» Могенса Рукова, Томаса Винтерберга

## Роли в постановках Городского театра
- Джонни («Мое сердце в горах», Уильям Саорян, 1992 г.)
- Отец («Белый брак» Тадеуша Ружевича, 1993)
- Оргон («Тартюф» Мольера, 1993)
- Фелтон (Александр Дюма «Три мушкетера»; 1995)
- Платонов («Фортепиано или механическое пианино» Антона Чехова; 1995)
- Пол (Яанус Рохумаа и Мари Туулинг «Жизнь одна и вечная»; 1996)
- Вяйца-Маки ("Три креста " Бертольта Брехта и Курта Вайля, 1997)
- Клещ («Север» М. Горького; 2000)
- Паулино (Хосе Санчис Синистерра " Ай, Кармела! "; 2002)
- Синьор Понца (Луиджи Пиранделло «Так оно и есть (если вам так кажется)»; 2006)
- Мужчина («Осенний сон» Джона Фосса ; 2015)
- Отец (Мадис Кыйву «Возвращение к отцу»; 2015)

## Спектакли возле Городского театра
- Уильям Шекспир «Укрощение строптивой» (дипломная пьеса в Угале, 1987)
- «Зиндер-Виндер» Эльмо Нюганена (Угала, 1989)
- «Тетя Чарли» Брэндона Томаса и Мати Унд (Угала, 1989)
- Антон Чехов «Чайка» (Угала, 1990)
- Любовь к трем апельсинам Карло Гоцци (Угала, 1991)
- «Иванов» Антона Чехова (Эстонский драматический театр, 1992)
- «Женитьба Фигаро» Вольфганга Амадея Моцарта (Пярнуская опера, 1994)
- " Аркадия « Тома Стоппарда (Большой драматический театр Санкт-Петербурга, 1998)
- Ив Жамиак „Tout payé, или Все оплачено“ (Московский театр Ленком, 2004)
- „Свадьба“ Витольда Гомбровича (Театр Вилама Хожицы в Торуни, 2004)
- А. Х. Таммсааре „Zeme un livsje“ („Земля и любовь“) (Латвийский национальный театр, 2012)
- Побережье утопии Тома Стоппарда. Часть II. Кораблекрушение» (Эстонский драматический театр, 2013)
- «Тоска» Уильяма Бойда (Большой драматический театр Санкт-Петербурга, 2014)

## Роли в других театрах
- Пер Гюнт («Пер Гюнт» Генрика Ибсена ; Эстонский драматический театр; 1997)
- Гай Монтэг (Рэй Брэдбери «451 градус по Фаренгейту»; Московский театр Et Cetera; 2007)

### Роли в театре Угала
1988—1989 гг.
- Граф Ульрих Цинсдорф (" Братья Лаутензак ")
- Колу-Пер («Роня — дочь разбойника»)
- Ужас («Зиндер-Виндер»)
- Питер («Желание под вязами»)
- Кардинал («Беккет, или Слава Божья»)
- Джек («Тётя Чарли»)
- Марк («Сад без почвы»)
- Тузенбах («Три сестры»)

1989—1990 гг.
- Курт («Румму Юри»)
- Гражданин Клоун («Игра»)
- Файл («Мастер дождя»)

1990—1991 гг.
- Купер («Кошка на раскаленной крыше»)
- Брюки; Челио; Хансукэ; служанка Бригелла (" Любовь к трем апельсинам ")

1991—1992 гг.
- Коллин Фенвик («Кузнечик»)

1992—1993 гг.
- Лопахин («Вишневый сад»)

## Другое
Эльмо Нюганен сыграл в телеспектакле " Су " (Телетеатр, 1992 г.), сериале «Страж Республики» (ETV, 1994—1995 гг.), фильмах «Айнус сындин» (Таллиннфильм, 1990 г.) и «Суффлер» (Freyja Film, 1993 г.).).
Он снял три художественных фильма и снялся в нескольких фильмах:
- «Имена в граните» (2002 г.) (режиссёр и сценарист)
- «Милету» (2006 г.) (режиссёр и сценарист)
- «Грибная прогулка» (2012) (персонаж: продавец на заправке)
- «Очищение» (2012) (персонаж: отец)
- «Демоны» (2012) (Персонаж: Незнакомец)
- «Мандарины» (2013) (Персонаж: Маргус)
- «1944» (2015) (режиссёр)
- «Португалия» (2018) (Персонаж: Босс)
- «Аптекарь Мельхиор» (2022) (режиссёр)
- «Аптекарь Мельхиор. Призрак» (2022) (режиссёр)
- «Аптекарь Мельхиор. Дочь палача» (2022) (режиссёр)

## Награды и номинации
- 1986 — Премия имени Вольдемара Пансо.
- 1992 — Премия имени Антса Лаутера.
- 1994 — Премия Санкт-Петербургского международного театрального фестиваля «Балтийский дом» за лучшую режиссуру и лучшую мужскую роль второго плана.
- 1993 — Премия режиссёра Эстонской театральной ассоциации.
- 1996 — Режиссёрская премия Эстонской театральной ассоциации.
- 1996 — Национальная премия Эстонской Республики в области культуры за спектакли «Три мушкетера» и «Фортепиано или механическое пианино».
- 1996 — Премия «Коллега городского театра» — лучшая режиссура
- 1996 — Премия «Режиссёр и актёр» Республиканского театрального фестиваля «Драма-96».
- 1996 — Приз за лучшую мужскую роль на Санкт-Петербургском международном театральном фестивале «Балтийский дом».
- 1997 — ежегодная премия «Золотой Софит 1997» лучшему режиссёру Санкт-Петербургского академического театра драмы.
- 1998 — специальный приз Союза театральных деятелей России.
- 1999 — Режиссёрская премия Республиканского театрального фестиваля «Драма-99».
- 2000 — Национальная премия Эстонской Республики в области культуры за постановку спектаклей Ф. Достоевского «Преступление и наказание» и У. Шекспира «Гамлет» в Таллиннском городском театре.
- 2000 — Премия режиссёра Эстонской театральной ассоциации.
- 2000 — Орден Белой звезды III степени .
- 2000 — Премия «Коллега городского театра» — лучшая режиссура
- 2001 — Государственная премия Российской Федерации в области театрального искусства за 2000 год - за поставленный на сцене БДТ спектакль «Аркадия» по пьесе Т. Стоппарда.
- 2002 г. — Почетное звание Друга национальной обороны 2002 г. и сопровождающий меч, присужденный Объединёнными учебными заведениями Сил обороны — за фильм «Имена на мраморной доске» как деятельность, поддерживающая оборону Эстонского государства.
- 2002 — Ежегодная премия Фонда аудиовизуального искусства Культурной столицы Эстонии (дебютная награда: «Имена на мраморной доске»).
- 15 октября 2004 года Нюганен поставил спектакль Витольда Гомбровича «Свадьба» в театре Вилама Хожица в Торуни, Польша, получивший режиссёрскую, художественную и 2 актёрские премии на фестивале «Польская классика» в Ополе
- 2005 — Премия «Коллега городского театра» — лучшая пьеса — «Правда и право. Часть вторая»
- 2005 — Фестиваль Драмы 2005 приз зарубежных критиков за спектакль «Правда и справедливость. Вторая часть» для
- 2007 — Режиссёрская премия Эстонской театральной ассоциации.
- 2009 — Национальная премия Эстонской Республики в области культуры за идею и реализацию крупного проекта «Возвращение в Варгамяэ» и постановки «Варгамяэ Вабриик»
- 2010 — Режиссёрская премия Эстонской театральной ассоциации.
- 2011 — Памятная медаль имени Чехова.
- 2013 — Культурная премия МИД создателям фильма "Мандарины".
- 2016 — Международная премия «Балтийская звезда» на Санкт-Петербургском международном театральном фестивале «Балтийский дом» («Балтийский дом»)
- 2017 — герб Таллинна
- 2018 — титул Таммсааре и Вильде «Друзья классического друга»
- 2020 — Приз коллеги Таллиннского городского театра за лучшую постановку («Сообщество»).

## Частная жизнь
Мать Нюганена выросла в приемной семье, а отец, приехавший из Венгрии, был вынужден покинуть родину. «У одного не было отца и матери, у другого не было отечества и родного языка. И эти люди нашли друг друга», — рассказывает Нюганен в журнале « Театр. Музыка. Кино».
Эльмо Нюганен женат на Анне Рееманн, актрисе Городского театра. У них три дочери: Саара, Мария-Нетти и Соня.